# Tablica usod
Tablica usod, pogosto napačno Tablica usode (sumersko  𒁾𒉆𒋻𒊏 dub namtarra akadsko ṭup šīmātu, ṭuppi šīmāti) v mezopotamski mitologiji  je bila tablica iz gline z besedilom v klinopisu in potrjena  z valjastimi pečati, ki je veljala za trajen pravni dokument boga Enlila, vladarja vesolja in zato najvišje avtoritete. Imetnik Tablice je bil hkrati vrhovni vladar vesolja.
V sumerski pesnitvi Ninurta in želva je imetnik Tablice bog Enki in ne Enlil. V tej pesnitvi in akadski pesnitvi o Anzuju Tablico usod ukrade ptič Imdugud (sumersko) ali Anzu (akadsko) in s tem postane vladar vesolja.
V babilonski pesnitvi  o ustvarjenju sveta Enuma Eliš boginja Tiamat podari Tablico usod demonu Kinguju in mu prepusti poveljstvo svoje vojske. Marduk, izbrani junak bogov, uniči Tiamat in njeno vojsko, obdrži Tablico usod in s tem utrdi svojo oblast nad bogovi.